# Movimiento Libertario

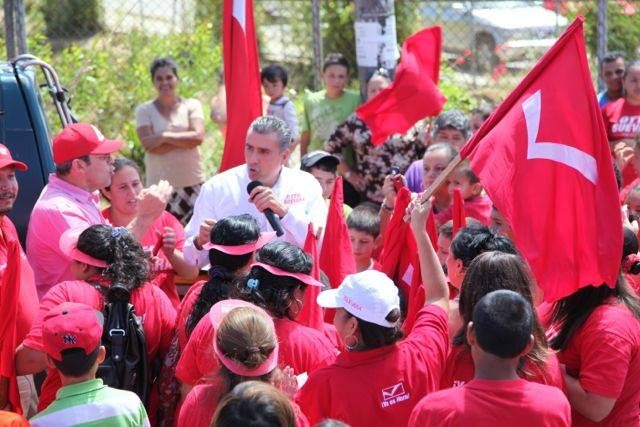
Wahlkampfveranstaltung der Libertären Bewegung mit Otto Guevara (M., weißes Hemd) im Jahr 2014

Movimiento Libertario (deutsch Libertäre Bewegung) ist eine liberale Partei in der Republik Costa Rica. Sie wurde 1994 gegründet und nahm erstmals 1998 an Parlamentswahlen teil. Seitdem war die Partei durchgehend in der Legislativversammlung, dem Parlament Costa Ricas, vertreten. Ihre bisher besten Wahlergebnisse verzeichnete die Libertäre Bewegung im Jahr 2010, als Parteigründer Otto Guevara Guth bei der Wahl des Staatspräsidenten mit mehr als 20 % der Stimmen den dritten Platz erreichte und seine Partei bei der Parlamentswahl mit fast 15 % der Stimmen neun Sitze erringen konnte. Bei der Wahl zur Legislativversammlung im Jahr 2014 fiel die Libertäre Bewegung auf knapp 8 % der Stimmen und hat seitdem noch vier Parlamentsmandate. Die Libertäre Bewegung ist seit 2005 Mitglied der internationalen Parteienvereinigung Liberale Internationale.

## Wahlergebnisse

### Parlamentswahlen
| Jahr | Stimmen | %    | Sitze |
| ---- | ------- | ---- | ----- |
| 1998 | 42.640  | 3,1  | 1     |
| 2002 | 142.152 | 9,3  | 6     |
| 2006 | 147.934 | 9,2  | 6     |
| 2010 | 275.518 | 14,5 | 9     |
| 2014 | 162.559 | 7,9  | 4     |

### Präsidentschaftswahlen
| Jahr | Kandidat                | Stimmen | %    | Platz |
| ---- | ----------------------- | ------- | ---- | ----- |
| 1998 | Federico Malavasi Calvo | 5.874   | 0,4  | 7.    |
| 2002 | Otto Guevara Guth       | 25.815  | 1,7  | 4.    |
| 2006 | Otto Guevara Guth       | 137.710 | 8,5  | 3.    |
| 2010 | Otto Guevara Guth       | 399.788 | 20,9 | 3.    |
| 2014 | Otto Guevara Guth       | 233.064 | 11,3 | 4.    |